# Вероніка Родрігес
Вероніка Родрігес (ісп. Verónica Rodríguez; нар. 1 серпня 1991) — венесуельсько-американська порноакторка та співачка.

## Біографія
Народилася у венесуельському місті Маракай, столиці штату Арагуа. У неї є молодша сестра Катя, також порноакторка. Здобула освіту в приватній католицькій школі, де учнів розділяли за статтю. Її батьки розлучилися, коли їй було 8 років, і вона переїхала з матір'ю до США, де чотири роки жила в Чикаго, а пізніше в Маямі.

## Фільмографія
- 8th Street Latinas 18 (2012)
- After School Slut Club (2011)
- Babysitter Diaries 11 (2011)
- Barely Legal 131 (2012)
- Born Flirty 2 (2013)
- Cock Craving Latinas (2012)
- Corrupt Minds (2011)
- Corrupt Schoolgirls 4 (2013)
- Dorm Invasion 5 (2013)
- Exxxtra Small Chicks Fucking Huge Dicks (2012)
- Girl Eat Girl (2013)
- Latin Mouth Club (2012)
- Naughty Bookworms 29 (2012)
- She's New (2012)

## Премії та номінації
| Рік  | Церемонія         | Результат | Номінація                                                          | Робота                      |
| ---- | ----------------- | --------- | ------------------------------------------------------------------ | --------------------------- |
| 2013 | Sex Awards        | Номінація | Порнозірка року                                                    | Н/Д                         |
| 2013 | Sex Awards        | Номінація | Найкраще тіло в порно                                              | Н/Д                         |
| 2013 | Sex Awards        | Номінація | Найсексуальніша доросла зірка                                      | Н/Д                         |
| 2013 | The Fannys        | Перемога  | Етнічний виконавець року                                           | Н/Д                         |
| 2014 | AVN Awards        | Номінація | Найкраща групова лесбійська сцена                                  | Party of Three 7            |
| 2014 | The Fannys        | Номінація | Етнічний виконавець року                                           | Н/Д                         |
| 2014 | The Fannys        | Номінація | Виконавиця року                                                    | Н/Д                         |
| 2014 | XBIZ Award        | Номінація | Найкраща сцена відеоролика                                         | Barely Legal 131            |
| 2014 | XRCO Award        | Номінація | Кремовий сон року                                                  | Н/Д                         |
| 2015 | AVN Awards        | Номінація | Найкраща лесбійська сцена                                          | Apocalypse X                |
| 2015 | AVN Awards        | Номінація | Найкраща POV-сцена                                                 | Dress-Up Dolls              |
| 2015 | AVN Awards        | Номінація | Найкраща сцена втрьох Ж-Ч-Ж (разом з Рамоном Номаром і Луною Стар) | Latinas On Fire             |
| 2015 | AVN Awards        | Номінація | Приз глядацьких симпатій: улюблена порноакторка                    | Н/Д                         |
| 2015 | XBIZ Award        | Номінація | Найкраща виконавиця року                                           | Н/Д                         |
| 2015 | XBIZ Award        | Номінація | Найкраща акторка другого плану                                     | Apocalypse X                |
| 2015 | XRCO Award        | Номінація | Cream Dream of the Year                                            | Н/Д                         |
| 2016 | AVN Awards        | Номінація | Найкраще сольне виконання                                          | Freaky Petite               |
| 2016 | AVN Awards        | Номінація | Приз глядацьких симпатій: улюблена порноакторка                    | Н/Д                         |
| 2016 | XBIZ Award        | Номінація | Найкраща сексуальна сцена в парному фільмі або тематиці            | Lock and Load               |
| 2016 | XBIZ Award        | Номінація | Найкраща сексуальна сцена в усьому секс-фільмі                     | Freaky Petite               |
| 2017 | AVN Awards        | Номінація | Найкраща виконавиця року                                           | Н/Д                         |
| 2017 | AVN Awards        | Номінація | Найкраща парна сексуальна сцена Ч-Ж                                | Love Her Madly              |
| 2017 | AVN Awards        | Номінація | Найкраща лесбійська сцена                                          | Lesbian Border Crossings    |
| 2017 | AVN Awards        | Номінація | Найкраща оральна сцена                                             | Slobber River BJs           |
| 2017 | AVN Awards        | Номінація | Найкраща сцена втрьох Ж-Ч-Ж (разом з Адріаною Чечик і Міком Блу)   | Latina Squirt Goddess       |
| 2017 | AVN Awards        | Номінація | Найкраща скандальна сексуальна сцена                               | Squirting Sex Parties       |
| 2017 | AVN Awards        | Номінація | Приз глядацьких симпатій: вебкоролева                              | Н/Д                         |
| 2017 | Spank Bank Awards | Номінація | Baroness of Licking Lady Ass                                       | Н/Д                         |
| 2017 | Spank Bank Awards | Номінація | Кицька року                                                        | Н/Д                         |
| 2017 | XBIZ Award        | Номінація | Найкраща сцена сексу в лесбійському фільмі                         | Lesbian Border Crossings    |
| 2017 | XBIZ Award        | Номінація | Найкраща сцена у відеоролику                                       | Kendra Lust Fucks Couples   |
| 2018 | AVN Awards        | Номінація | Найкраща лесбійська сексуальна сцена                               | Kristen Scott's Skip Day    |
| 2018 | AVN Awards        | Номінація | Найкраща групова лесбійська сцена                                  | Performers of the Year 2017 |